# Keycloak
Keycloak — продукт с открытым кодом для реализации single sign-on с возможностью управления доступом, нацелен на современные приложения и сервисы. По состоянию на 2018 год, этот проект сообщества JBoss находится под управлением Red Hat которые используют его как upstream проект для своего продукта RH-SSO. Целью этого инструмента является сделать создание безопасных приложений и сервисов с минимальным написанием кода для аутентификации и авторизации.

## История
Первый production релиз Keycloak состоялся в августе 2014, а разработка началась годом ранее. В 2016 Red Hat изменил фреймворк проекта RH SSO с PicketLink на Keycloak, как upstream проект. После этого кодовая база PicketLink была отправлена в Keycloak.
Также, Keycloak можно считать в определённой степени заменой проекта Red Hat JBoss SSO который ещё раньше был заменен PicketLink.

## Функции
Среди многих функций Keycloak можно выделить:
- Регистрацию пользователей
- Авторизация через соц.сети
- Single Sign-On / Sign-Off для всех приложений одного реалма (англ. Realm)
- Выдача JSON Web Token подлинности аккаунтам
- Двухфакторная аутентификация
- Интеграция со службами каталогов (LDAP-сервером)
- Брокер Kerberos
- Поддержка разных реалмов, с возможностью настройки внешнего вида страницы логина для каждой области

## Компоненты
Keycloak состоит из двух компонентов:
- сервера
- адаптера для приложений